# Die Thundermans/Episodenliste
Diese Episodenliste enthält alle Episoden der US-amerikanischen Jugendserie Die Thundermans, sortiert nach ihrer US-amerikanischen Erstausstrahlung. Die Fernsehserie umfasst derzeit vier Staffeln mit 103 Episoden.
Ihre Premiere hatte die Serie am 14. Oktober 2013 auf dem Fernsehsender Nickelodeon. Die Serie endete am 25. Mai 2018.
Die deutschsprachige Erstausstrahlung fand am 30. März 2014 auf Nickelodeon Deutschland statt.

## Übersicht
| Staffel | Episodenanzahl | Erstausstrahlung USA | Erstausstrahlung USA | Deutschsprachige Erstausstrahlung | Deutschsprachige Erstausstrahlung |
| Staffel | Episodenanzahl | Staffelpremiere      | Staffelfinale        | Staffelpremiere                   | Staffelfinale                     |
| ------- | -------------- | -------------------- | -------------------- | --------------------------------- | --------------------------------- |
| 1       | 20             | 14. Oktober 2013     | 14. Juni 2014        | 30. März 2014                     | 11. Oktober 2014                  |
| 2       | 25             | 13. September 2014   | 28. März 2015        | 29. November 2014                 | 18. September 2015                |
| 3       | 26             | 27. Juni 2015        | 10. Oktober 2016     | 10. Januar 2016                   | 20. November 2016                 |
| 4       | 32             | 22. Oktober 2016     | 25. Mai 2018         | 30. März 2017                     | 15. November 2018                 |

## Staffel 1
| Nr. (ges.) | Nr. (St.) | Deutscher Titel            | Originaltitel                | Erstausstrahlung USA | Deutschsprachige Erstausstrahlung (D) | Regie             | Drehbuch                          | Zuschauer (USA) | Prod. Code |
| --- | --------- | -------------------------- | ---------------------------- | -------------------- | ------------------------------------- | ----------------- | --------------------------------- | --------------- | ---------- |
| 1 | 1         | Die Supersitter            | Adventures in Supersitting   | 14. Okt. 2013        | 30. März 2014                         | Bob Koherr        | Jed Spingarn                      | 2,39 Mio.       | 101        |
| Die Thundermans sind eine Familie aus Superhelden, die nach Hiddenville gezogen sind, um ein normales Leben zu führen, aber keinem von ihren Superkräften erzählen dürfen. Während Phoebe versucht, Gutes zu tun, wendet sich Max dem Bösen zu. |           |                            |                              |                      |                                       |                   |                                   |                 |            |
| 2 | 2         | Phoebe gegen Max           | Phoebe vs. Max               | 2. Nov. 2013         | 5. Apr. 2014                          | Jonathan Judge    | Dan Cross & David Hoge            | 2,60 Mio.       | 104        |
| Nachdem Max Phoebe einen Streich am Fototag gespielt hat, herrscht zwischen beiden ein Streich-Krieg. Währenddessen versuchen Billy und Nora den Haushalt besser zu machen als Hank und Barb. |           |                            |                              |                      |                                       |                   |                                   |                 |            |
| 3 | 3         | Das Abendessen             | Dinner Party                 | 9. Nov. 2013         | 12. Apr. 2014                         | Victor Gonzalez   | Jed Spingarn                      | 1,85 Mio.       | 102        |
| Max will das Abendessen von Phoebe, bei dem sie die Familie ihres Schwarms Cole Campbell eingeladen hat, sabotieren, damit Hank die Regel nicht abschafft, keine normalen Leute in das Haus zu lassen. Doch dann stellt sich heraus, dass das Mädchen, das Max mag, zur Familie Campbell gehört. Jetzt müssen Phoebe und Max verhindern, dass etwas Schlimmes passiert.     |           |                            |                              |                      |                                       |                   |                                   |                 |            |
| 4 | 4         | Das Zeugnis                | Report Card                  | 16. Nov. 2013        | 19. Apr. 2014                         | Jonathan Judge    | Nancy Cohen                       | 1,89 Mio.       | 103        |
| Max fälscht sein Zeugnis, um Phoebe zu beweisen, dass er besser als sie ist, jedoch wird er in Phoebes Mathekurs versetzt. Jetzt muss er Phoebe im Mathequiz beweisen, dass er wirklich gut in Mathe ist. Währenddessen versuchen Billy, Nora und Hank einen Zeitungsdieb zu fangen.                                                                                        |           |                            |                              |                      |                                       |                   |                                   |                 |            |
| 5 | 5         | Schwänz-Tag                | Ditch Day                    | 23. Nov. 2013        | 10. Mai 2014                          | David Kendall     | Dicky Murphy                      | 2,36 Mio.       | 107        |
| Es ist Schwänztag in der Hiddenville High, trotzdem gehen Phoebe und Max aus verschiedenen Gründen in die Schule. Doch sie werden aufgenommen, wie sie ihre Superkräfte einsetzen. Jetzt müssen sie mit Billy und Nora die Aufnahmen löschen. |           |                            |                              |                      |                                       |                   |                                   |                 |            |
| 6 | 6         | Ist doch ein Kinderspiel … | This Looks Like a Job For... | 30. Nov. 2013        | 24. Mai 2014                          | Robbie Countryman | Anthony Q. Farrell                | 1,79 Mio.       | 109        |
| Phoebe und Max brauchen Geld für ein neues Handy, also stellt Mrs. Wong sie in ihrer Pizzeria ein. Jetzt müssen sie zusammen arbeiten, was nicht so gut klappt. |           |                            |                              |                      |                                       |                   |                                   |                 |            |
| 7 | 7         | Gast für ein Wochenende    | Weekend Guest                | 7. Dez. 2013         | 3. Mai 2014                           | David Kendall     | Dan Serafin                       | 1,96 Mio.       | 106        |
| Hank und Barb sind auf einer Erbschaftsvergebung und lassen die Kinder zu Hause. Phoebe muss übers Wochenende auf eine fleischfressende Pflanze aufpassen, die wegen Max’ Chemikalien mutiert. |           |                            |                              |                      |                                       |                   |                                   |                 |            |
| 8 | 8         | Gestohlene Ideen           | You Stole My Thunder, Man    | 7. Dez. 2013         | 14. Juni 2014                         | Shannon Flynn     | Sean W. Cunningham & Marc Dworkin | 1,72 Mio.       | 113        |
| Phoebe wird Schulsprecherin, jedoch nachdem Max für sie einspringt, klaut er ihre Ideen und wird gefeiert. Jetzt will sie Rache nehmen. Währenddessen gehen Billy und Hank ihrem gemeinsamen Hobby nach, Steine sammeln. |           |                            |                              |                      |                                       |                   |                                   |                 |            |
| 9 | 9         | Das Wissenschaftsprojekt   | Weird Science Fair           | 4. Jan. 2014         | 26. Apr. 2014                         | Jonathan Judge    | Mike Alber & Gabe Snyder          | 2,22 Mio.       | 105        |
| Billy und Nora müssen ein Projekt für einen Wissenschaftswettbewerb machen. Phoebe und Max helfen ihnen und übernehmen kurz darauf das ganze Projekt. Jetzt überlegen sich Billy und Nora einen Plan. Währenddessen schummelt Hank beim Buchclub, indem er Barbs Notizen abschreibt.                                                                                        |           |                            |                              |                      |                                       |                   |                                   |                 |            |
| 10 | 10        | Der Rowdy                  | Crime After Crime            | 11. Jan. 2014        | 30. Aug. 2014                         | Shannon Flynn     | Lisa Muse Bryant                  | 2,60 Mio.       | 112        |
| Hank gründet einen Nachbarschaftsclub, der einen Rowdy im Viertel stellen soll. Doch nachdem alle denken, dass Max der Rowdy ist, übernimmt Mrs. Wong die Führung. Jetzt muss Max die Wahrheit sagen. |           |                            |                              |                      |                                       |                   |                                   |                 |            |
| 11 | 11        | Das große Durcheinander    | Going Wonkers                | 8. Feb. 2014         | 7. Juni 2014                          | Robbie Countryman | Jay J. Demopoulos                 | 2,36 Mio.       | 110        |
| Durch einen Kometen spielen die Superkräfte der Thundermans verrückt. Um kein Chaos zu verursachen, muss Max immer einen Meter von Phoebe entfernt sein. Schlechter Zeitpunkt, denn genau heute ist der Schulball und Phoebe will mit Cole Campbell gehen. |           |                            |                              |                      |                                       |                   |                                   |                 |            |
| 12 | 12        | Hochzeitstag               | Restaurant Crashers          | 15. Feb. 2014        | 7. Juni 2014                          | Trevor Kirschner  | Dicky Murphy                      | 1,79 Mio.       | 111        |
| Nachdem durch einen Unfall von Phoebe und Max das Hochzeitstagsgeschenk von Hank, ein Auto, beschädigt wurde, soll ihr Cousin Blobbin dieses reparieren. Doch erst soll Hank ihm sagen, dass er ihn liebt. Phoebe und Max manipulieren das gewünschte, doch Blobbin lackiert es in der falschen Farbe, die sich jedoch als Barbes Lieblingsfarbe erweist.                   |           |                            |                              |                      |                                       |                   |                                   |                 |            |
| 13 | 13        | Der Thunder-Sinn           | Thundersense                 | 15. März 2014        | 6. Sep. 2014                          | Jonathan Judge    | Dan Serafin                       | 2,37 Mio.       | 114        |
| Phoebe erlangt die neue Kraft, Gefahren zu wittern, die ihr in der Schule zu jeder Menge Ruhm verhilft. Max täuscht vor, noch keine neue Kraft bekommen zu haben, da Barb ihm Trostgeschenke macht. |           |                            |                              |                      |                                       |                   |                                   |                 |            |
| 14 | 14        | Phoebe ist ein Klon        | Phoebe’s a Clone Now         | 15. März 2014        | 17. Mai 2014                          | David DeLuise     | Jenn Lloyd & Kevin Bonani         | 2,46 Mio.       | 108        |
| Phoebe ist wegen all ihrer Aktivitäten total im Stress, wodurch Max ihr einen Klon zur Verfügung stellt. Durch einen Unfall wird der Klon dumm und muss aufgehalten werden. |           |                            |                              |                      |                                       |                   |                                   |                 |            |
| 15 | 15        | Geburtstagsfrost           | Have an Ice Birthday         | 22. März 2014        | 13. Sep. 2014                         | Tim Ryder         | Sean W. Cunningham & Marc Dworkin | 1,67 Mio.       | 115        |
| Phoebe und Max wollen endlich eine normale Geburtstagsparty. Aus Versehen wird die eingefrorene Mrs. Wong, in deren Laden gefeiert wird, verschleppt. Die beiden machen sich auf die Suche. |           |                            |                              |                      |                                       |                   |                                   |                 |            |
| 16 | 16        | Die Schlummerparty         | Nothing To Lose Sleepover    | 12. Apr. 2014        | 20. Sep. 2014                         | Sean Mulcahy      | Gigi McCreery & Perry Rein        | 1,77 Mio.       | 117        |
| Phoebe veranstaltet eine Schlummerparty, zu der sie ihre Freundinnen einlädt. Heimlich setzt sie Telekinese ein, damit ihre Freundinnen bleiben und wird dabei von Barb erwischt. Währenddessen versucht sich Hank an einem „unzerstörbaren“ Roboter, der ihn jeden Nerv kostet.                                                                                            |           |                            |                              |                      |                                       |                   |                                   |                 |            |
| 17 | 17        | Das Vorsingen              | Pretty Little Choirs         | 3. Mai 2014          | 27. Sep. 2014                         | Shannon Flynn     | David Hoge & Dan Cross            | 1,67 Mio.       | 118        |
| Phoebe wird von einem fiesen Mädchen namens Veronica schikaniert, die auch Max ausnutzt, um ihre Hausaufgaben erledigen zu lassen. Die Zwillinge müssen zusammenarbeiten, um Veronica loszuwerden. |           |                            |                              |                      |                                       |                   |                                   |                 |            |
| 18 | 18        | Dr. und Dr. Thunderman     | Paging Dr. Thunderman        | 3. Mai 2014          | 4. Okt. 2014                          | Robbie Countryman | Jed Spingarn                      | 1,76 Mio.       | 119        |
| Phoebe und Max passen auf Billy auf, der sich aus Versehen den Daumen bricht und ins Krankenhaus gebracht werden muss. Max fällt beim Anblick einer Spritze in Ohnmacht, woraufhin sein Gehirn untersucht wird. Nora ist mit Barb und Hank auf einem Vorstellungsgespräch für eine Mädchenakademie, wobei sich herausstellt, dass Nora auf ihrer alten Schule bleiben will. |           |                            |                              |                      |                                       |                   |                                   |                 |            |
| 19 | 19        | Auf, auf, in die Ferien!   | Up, Up, And Vacay!           | 31. Mai 2014         | 18. Okt. 2014                         | Jonathan Judge    | Anthony Q. Farrell                | 1,60 Mio.       | 116        |
| Die Thundermans machen bei einem Wettbewerb mit, um eine Traumreise zu gewinnen. Aufgrund eines Konflikts wegen des Reiseziels treten Jungs und Mädchen gegeneinander an. |           |                            |                              |                      |                                       |                   |                                   |                 |            |
| 20 | 20        | Breaking Dad               | Breaking Dad                 | 14. Juni 2014        | 11. Okt. 2014                         | Shannon Flynn     | Jed Spingarn                      | 2,16 Mio.       | 120        |
| Hank wird Chemielehrer von Phoebe und Max. Als Hank Phoebe eine 4 gibt, ist sie sauer auf ihn. Durch ein besonderes, von Max entwickeltes Sandwich schläft Hank vor dem Unterrichtsbesuch des Rektors ein. |           |                            |                              |                      |                                       |                   |                                   |                 |            |

## Staffel 2
| Nr. (ges.) | Nr. (St.) | Deutscher Titel               | Originaltitel                   | Erstausstrahlung USA | Deutschsprachige Erstausstrahlung (D) | Regie             | Drehbuch                          | Zuschauer (USA) | Prod. Code |
| --- | --------- | ----------------------------- | ------------------------------- | -------------------- | ------------------------------------- | ----------------- | --------------------------------- | --------------- | ---------- |
| 21 | 1         | Der Thundervan                | Thunder Van                     | 13. Sep. 2014        | 13. Dez. 2014                         | Jonathan Judge    | Lisa Muse Bryant                  | 1,56 Mio.       | 203        |
| Hank holt den Thunder-Van aus Metroburg zurück, um Phoebe ihr Superheldentraining zu erleichtern. Anfangs zeigt sich Phoebe begeistert, doch als ihr ein Ausflug ins Kino gestrichen wird, zeigt sie sich weniger kooperativ. Derweil versucht Max alles, um eine Spritztour machen zu können, was jedoch sehr abenteuerlich endet.                                                                            |           |                               |                                 |                      |                                       |                   |                                   |                 |            |
| 22 | 2         | Vier Supis und ein Baby       | Four Supes and a Baby           | 20. Sep. 2014        | 29. Nov. 2014                         | Jonathan Judge    | Dan Serafin                       | 1,38 Mio.       | 201        |
| Phoebe schwärmt für einen Jungen, Dylan. Um ihm zu imponieren und damit sie gemeinsame Interessen aufweisen können, tut sie, was nötig ist: Sie verabredet sich mit ihm im Park mit ihren jeweils jüngeren Geschwistern als Gesprächsthema, und das, obwohl die beiden Hausarrest haben. Max hingegen versucht vergebens, einen Tresor des Superschurken Dark Mayhem zu knacken.                               |           |                               |                                 |                      |                                       |                   |                                   |                 |            |
| 23 | 3         | Max und sein Gefolge          | Max’s Minions                   | 27. Sep. 2014        | 27. Dez. 2014                         | Sean Mulcahy      | Anthony Q. Farrell                | 1,53 Mio.       | 205        |
| Als Max dem Schulleiter Bradford einen Streich spielt, zeigen sich drei Nerds an Max Streichen begeistert und wollen „Streichunterricht“, was Max ausnutzt, um sie zu Handlangern zu formen. Phoebe erfährt davon und nutzt Billy & Nora aus, damit diese Phoebes Pflichten erledigen. Der Plan läuft schief...                                                                                                |           |                               |                                 |                      |                                       |                   |                                   |                 |            |
| 24 | 4         | Rock’n’Roll Phoebe            | Pheebs Will Rock You            | 4. Okt. 2014         | 15. Feb. 2015                         | Robbie Countryman | Sean W. Cunningham & Marc Dworkin | 1,83 Mio.       | 208        |
| Als Phoebe Gefallen an dem „Bad Boy“ Oyster findet, verändert sie ihr Image. Das hat katastrophale Folgen! Auch Billy & Nora haben ein großes Problem, weil Billy allen Klassenkameraden erzählt hat, dass Hank ein Superheld ist. |           |                               |                                 |                      |                                       |                   |                                   |                 |            |
| 25 | 5         | Voll die Thundermans – Teil 1 | The Haunted Thundermans (1)     | 11. Okt. 2014        | 4. Juli 2015                          | Trevor Kirschner  | Jed Spingarn                      | 2,50 Mio.       | 212        |
| Bemerkung: Diese Episode ist ein Crossover mit Voll Vergeistert. |           |                               |                                 |                      |                                       |                   |                                   |                 |            |
| 26 | 6         | Tickets und Schreddy          | Shred It Go                     | 1. Nov. 2014         | 8. Feb. 2015                          | David Kendall     | Sasha Stroman                     | 2,21 Mio.       | 207        |
| Phoebe gewinnt bei einem Wettbewerb MKTO-Konzertkarten, wodurch sie sich total freut. Als der Verdacht kommt, dass Billy & Hank die Tickets geschreddert haben, sucht die ganze Familie in dem ganzen, geschredderten Kram herum. Max findet die Tickets und lädt ohne Erlaubnis ein Mädchen ein. Derweil befürchtet Nora, der neue Schredder könnte sie ersetzen.                                             |           |                               |                                 |                      |                                       |                   |                                   |                 |            |
| 27 | 7         | Der blaue Detektiv            | Blue Detective                  | 8. Nov. 2014         | 12. Apr. 2015                         | Alex Zamm         | Sean W. Cunningham & Mark Dworkin | 2,06 Mio.       | 217        |
| Max bekommt bei einem Date eine Bohne untergeschmuggelt, die seine Hautfarbe Blau färbt, woraufhin er in seiner Familie Detektiv spielt. |           |                               |                                 |                      |                                       |                   |                                   |                 |            |
| 28 | 8         | Cheer dich weg!               | Cheer and Present Danger        | 15. Nov. 2014        | 6. Dez. 2014                          | Jonathan Judge    | Jed Spingarn                      | 1,99 Mio.       | 202        |
| Cherry und Phoebe möchten dem Cheerleader-Team beitreten. Als nur Cherry angenommen wird, warnt Phoebe sie, dass das Team sie bei der nächsten Aufführung bloßstellen will, woraufhin Cherry denkt, Phoebe sei eifersüchtig. |           |                               |                                 |                      |                                       |                   |                                   |                 |            |
| 29 | 9         | Kunst oder Müll               | Change of Art                   | 22. Nov. 2014        | 20. Dez. 2014                         | Carl Lauten       | David Hoge & Dan Cross            | 1,81 Mio.       | 204        |
| Phoebe entdeckt, dass Billy von Max bezahlt wird, um Kunst einer Kunstschule aus dem Müll zu stehlen, woraufhin sie diese Masche übernimmt. Als Billy jedoch eine Vase aus dem Museum stiehlt, gerät die Sache aus dem Ruder. |           |                               |                                 |                      |                                       |                   |                                   |                 |            |
| 30 | 10        | Winter Thunderland            | Winter Thunderland              | 29. Nov. 2014        | 22. Feb. 2015                         | Michael Shea      | Wesley Johnson & Scott Taylor     | 2,12 Mio.       | 215        |
| Max wird in seinem Traum von den Geistern der vergangenen, gegenwärtigen und zukünftigen Weihnacht besucht, um ihm klarzumachen, dass sein Plan, Weihnachten zu sabotieren, eine schlechte Idee ist. |           |                               |                                 |                      |                                       |                   |                                   |                 |            |
| 31 | 11        | Sie sind wieder jung          | Parents Just Don't Thunderstand | 24. Jan. 2015        | 1. Feb. 2015                          | David Kendall     | Dicky Murphy                      | 1,65 Mio.       | 206        |
| Als Phoebe und Max auf eine Party ohne Eltern eingeladen werden und Hank und Barb ablehnen, nutzen die beiden Teenager den BrainMelt 3000, um ihre Eltern wieder in ihr Jugend-Dasein zu versetzen. |           |                               |                                 |                      |                                       |                   |                                   |                 |            |
| 32 | 12        | Gestatten: Die Evilmans       | Meet the Evilmans               | 23. Feb. 2015        | 3. Mai 2015                           | Sean Mulcahy      | Sasha Stroman                     | 2,15 Mio.       | 216        |
| Phoebe trifft einen weiteren Superhelden namens Link und beginnt, sich zu verlieben, als Hank herausfindet, dass Links Vater sein Erzfeind Evilman ist. |           |                               |                                 |                      |                                       |                   |                                   |                 |            |
| 33 | 13        | Freunde und Gruppen           | The Neverfriending Story        | 24. Feb. 2015        | 26. Apr. 2015                         | Shannon Flynn     | Sona Panos                        | 1,77 Mio.       | 211        |
| Phoebes und Max’ Freunde finden gemeinsame Interessen, was den beiden Zwillingen gar nicht gefällt, woraufhin sie versuchen, ihre Freundesgruppen wieder zu trennen. |           |                               |                                 |                      |                                       |                   |                                   |                 |            |
| 34 | 14        | Das Epic-Fail-Video           | You've Got Fail                 | 25. Feb. 2015        | 5. Apr. 2015                          | Shannon Flynn     | Lisa Muse Bryant                  | 2,01 Mio.       | 210        |
| Max versucht, Phoebes Schwanensee-Auftritt zu sabotieren, was ihm zum Verhängnis wird. |           |                               |                                 |                      |                                       |                   |                                   |                 |            |
| 35 | 15        | Doppel mit Hindernissen       | Double Trouble                  | 26. Feb. 2015        | 9. Sep. 2015                          | Jonathan Judge    | Anthony Q. Farrell & Dicky Murphy | 1,55 Mio.       | 220        |
| Phoebe will mehr Zeit mit Link verbringen und tritt deswegen einem Country Club bei, wo sie Max’ Telekinese benötigt, um im Tennis mit ihm zu siegen. Dieser wird dort jedoch so verwöhnt, dass er selbst dem Country Club beitreten und gegen Phoebe und Link antreten will. |           |                               |                                 |                      |                                       |                   |                                   |                 |            |
| 36 | 16        | Wer ist eure Mom?             | Who's Your Mommy?               | 2. März 2015         | 7. Sep. 2015                          | Carl Lauten       | Anthony Q. Farrell                | 2,37 Mio.       | 213        |
| Die Thunderman-Familie veranstalten einen Sommer-Flohmarkt, um Geld für einen neuen Pool zu bekommen. Dabei verkaufen die Teenager jedoch Barbs Elektropeitsche und erfahren beim Käufer, was ihre Mom bereits alles geleistet hat. |           |                               |                                 |                      |                                       |                   |                                   |                 |            |
| 37 | 17        | Das unglaubliche Rattenrennen | The Amazing Rat Race            | 3. März 2015         | 11. Sep. 2015                         | Eric Dean Seaton  | Dicky Murphy                      | 1,96 Mio.       | 214        |
| Um Phoebes Ballplanung zu retten, verwandeln Phoebe und Max Billy mit dem Animalizer in eine Ratte, damit er das Rattenrennen gewinnt, welches entscheidet, wo Max’ Band auftritt. Anschließend weigert Billy sich jedoch, sich zurück verwandeln zu lassen. |           |                               |                                 |                      |                                       |                   |                                   |                 |            |
| 38 | 18        | Shopping-Mall-Ganoven         | Mall Time Crooks                | 4. März 2015         | 1. März 2015                          | Robbie Countryman | Wesley Johnson & Scott Taylor     | 1,60 Mio.       | 209        |
| An Hanks Geburtstag werden Phoebe und Max in die Mall geschickt, um ihm eine Uhr zu kaufen, wobei sie jedoch rausgeworfen werden. |           |                               |                                 |                      |                                       |                   |                                   |                 |            |
| 39 | 19        | Link zum Bösen                | It's Not What You Link          | 5. März 2015         | 8. Sep. 2015                          | Timothy Ryder     | Lisa Muse Bryant                  | 1,71 Mio.       | 221        |
| Link und Max freunden sich an und werden Teil eines Rollenspiels, wodurch Phoebe denkt, dass Max Link zum Bösen macht. Währenddessen entdecken Billy und Nora Hanks geheimes Zimmer. |           |                               |                                 |                      |                                       |                   |                                   |                 |            |
| 40 | 20        | Das Superhelden-Cape          | Cape Fear                       | 9. März 2015         | 10. Sep. 2015                         | Robbie Countryman | Wesley Johnson & Scott Taylor     | 1,45 Mio.       | 222        |
| Als Phoebe und Max heimlich auf eine Hausparty auf dem Schuldach gehen und ein Junge in Gefahr gerät, hilft Phoebe mit ihrer Telekinese aus. Ihre Eltern sehen einen Tag darauf ein Video der Überwachungskamera, woraufhin Max behauptet, er sei der Retter gewesen, damit Phoebe nicht auffliegt. So erhält er das letzte Superhelden-Cape des Jahres, lässt jedoch die Aktion bei der Zeremonie auffliegen. |           |                               |                                 |                      |                                       |                   |                                   |                 |            |
| 41 | 21        | Der Ruf der Cafeteria         | Call of Lunch Duty              | 10. März 2015        | 14. Sep. 2015                         | Trevor Krischner  | Dan Serafin                       | 1,32 Mio.       | 223        |
| Max baut sich die geheime Streich-Identität des Rebell-Raptors auf. Phoebe möchte einen Artikel über diesen schreiben, jedoch fliegt Max im Anruf auf. Direktor Bradford erfährt von Phoebes Wissen, welche jedoch nichts verraten will, und dafür zur Lunch-Lady wird, als ihr eine komische Bestellung von ihm auffällt.                                                                                     |           |                               |                                 |                      |                                       |                   |                                   |                 |            |
| 42 | 22        | One-Hit-Thunder               | One Hit Thunder                 | 11. März 2015        | 15. Sep. 2015                         | Shannon Flynn     | Sean W. Cunningham & Mark Dworkin | 1,44 Mio.       | 224        |
| Max liest Phoebes Tagebuch, um Songtexte für seine Band zu kreieren. Dabei baut er jedoch Links Geheimnisse ein, was dazu führt, dass Link denkt, dass Phoebe seine Geheimnisse weitererzählt und deswegen Schluss macht. |           |                               |                                 |                      |                                       |                   |                                   |                 |            |
| 43 | 23        | Wetten, dass...?              | The Girl with the Dragon Snafu  | 25. März 2015        | 16. Sep. 2015                         | Eric Dean Seaton  | David Hoge & Dan Cross            | 1,60 Mio.       | 225        |
| Billy und Nora führen den Haushalt, um das Sagen zu übernehmen, während Max und Phoebe sich zusammentun müssen, um eine Präsentation über die chinesische Kultur vorzubereiten. |           |                               |                                 |                      |                                       |                   |                                   |                 |            |
| 44 | 24        | Heldennachwuchs – Teil 1      | A Hero Is Born (Part 1)         | 28. März 2015        | 17. Sep. 2015                         | Jonathan Judge    | Dan Serafin & Jed Spingarn        | 2,18 Mio.       | 218        |
| Barb ist schwanger und bekommt aufgrund ihrer Superhelden-Gene nach wenigen Stunden das Baby – Chloe Thunderman – zur Welt. Da Colosso als Hebamme diente, lässt Max ihn als Dank in Menschen-Gestalt auf eine Superschurken-Gala gehen. |           |                               |                                 |                      |                                       |                   |                                   |                 |            |
| 45 | 25        | Heldennachwuchs – Teil 2      | A Hero Is Born (Part 2)         | 28. März 2015        | 18. Sep. 2015                         | Jonathan Judge    | Dan Serafin & Jed Spingarn        | 2,18 Mio.       | 219        |
| Da Phoebe beim Date von Cherry gehen musste und sich schuldig fühlt, beichtet sie ihr, dass ihre Familie aus Superhelden besteht. Daraufhin helfen sie Max und Colosso aus der Patsche, da die Liga der Schurken weiß, dass er von Thunderman gefangen wurde. |           |                               |                                 |                      |                                       |                   |                                   |                 |            |

## Staffel 3
| Nr. (ges.) | Nr. (St.) | Deutscher Titel                      | Originaltitel                    | Erstausstrahlung USA | Deutschsprachige Erstausstrahlung (D/CH) | Regie                  | Drehbuch                               | Zuschauer (USA) | Prod. Code |
| --- | --------- | ------------------------------------ | -------------------------------- | -------------------- | ---------------------------------------- | ---------------------- | -------------------------------------- | --------------- | ---------- |
| 46 | 1         | Phoebe gegen Max – Jetzt erst recht  | Phoebe Vs. Max: The Sequel       | 27. Juni 2015        | 10. Jan. 2016                            | Bob Koherr             | Sean W. Cunningham & Marc Dworkin      | 2,42 Mio.       | 302        |
| Phoebe wird zur Beschützerin von Hiddenville ernannt und fordert Max heraus, um ihr Training zu verbessern, was mit der Zeit aus dem Ruder gerät. |           |                                      |                                  |                      |                                          |                        |                                        |                 |            |
| 47 | 2         | Schnell wie ein Pfeil                | On the Straight and Arrow        | 11. Juli 2015        | 17. Jan. 2016                            | Shannon Flynn          | Dan Cross & David Hoge                 | 1,41 Mio.       | 301        |
| Cherry bittet immer häufiger um Phoebes Hilfe mit ihren Superkräften, was ihr irgendwann zu viel wird. Daraufhin nutzt Max sie aus, um ihr Auto für die Band auszuleihen. |           |                                      |                                  |                      |                                          |                        |                                        |                 |            |
| 48 | 3         | Verrückt nach Mangos                 | Why You Buggin'?                 | 18. Juli 2015        | 24. Jan. 2016                            | Eric Dean Seaton       | Jed Spingarn                           | 1,59 Mio.       | 303        |
| Links weiblicher Kumpel Quinn will Phoebe beiseiteräumen, um mit ihm zusammenzukommen. Dabei entdecken sie jedoch, dass Quinn sich in einen bösen Käfer verwandeln kann. |           |                                      |                                  |                      |                                          |                        |                                        |                 |            |
| 49 | 4         | Falsche Freunde                      | Exit Stage Theft                 | 25. Juli 2015        | 31. Jan. 2016                            | Robbie Countryman      | Lisa Muse Bryant                       | 1,46 Mio.       | 304        |
| Max beendet für sein Dasein als Superschurke die Freundschaft mit seiner Band und schließt sich einer Gruppe Rowdy-Mädchen an, will seine ehemaligen Freunde daraufhin jedoch nicht verletzen. |           |                                      |                                  |                      |                                          |                        |                                        |                 |            |
| 50 | 5         | Wer hat Angst vorm Freizeitpark?     | Are You Afraid of the Park?      | 30. Sep. 2015        | 7. Feb. 2016                             | Robbie Countryman      | Dan Serafin                            | 1,74 Mio.       | 305        |
| Nora ist endlich groß genug für Thunderman – The Ride, ein Fahrgeschäft, vor dem Phoebe und Max riesige Angst haben, weswegen sie den Ausflug sabotieren. Daraufhin nehmen ihre jüngeren Geschwister jedoch Rache. |           |                                      |                                  |                      |                                          |                        |                                        |                 |            |
| 51 | 6         | Im Bett mit dem Bösen                | Evil Never Sleeps                | 7. Okt. 2015         | 14. Feb. 2016                            | Sean Mulcahy           | Anthony Q. Farrell                     | 1,40 Mio.       | 306        |
| Phoebe wird von der Liga der Helden auf die Probe gestellt, als sie ihr Superhelden-Dasein über ihr Privatleben stellen muss. |           |                                      |                                  |                      |                                          |                        |                                        |                 |            |
| 52 | 7         | Die Cybermans                        | Doppel-Gamers                    | 14. Okt. 2015        | 21. Feb. 2016                            | Jonathan Judge         | Wesley Jermaine Johnson & Scott Taylor | 1,46 Mio.       | 308        |
| Billy und Nora schließen sich anderen Teenagern an, da Phoebe und Max nie Zeit für die beiden finden. Dabei bemerken die beiden jüngeren Geschwister jedoch, dass sie reingelegt werden. |           |                                      |                                  |                      |                                          |                        |                                        |                 |            |
| 53 | 8         | Flower Power                         | Floral Support                   | 21. Okt. 2015        | 28. Feb. 2016                            | Timothy Ryder          | Sean W. Cunningham & Mark Dworkin      | 1,25 Mio.       | 309        |
| Es bildet sich eine neue Gruppe, die Green Teens, um eine Stinkpflanze zu beschützen, die Direktor Bradford niederfahren will. |           |                                      |                                  |                      |                                          |                        |                                        |                 |            |
| 54 | 9         | Evilmans Augenklappe                 | Patch Me If You Can              | 28. Okt. 2015        | 6. März 2016                             | Trevor Kirschner       | Chase Heinrich & Micah Steinberg       | 1,33 Mio.       | 310        |
| Phoebe passt auf Links kleinen Bruder Harris auf, welcher dabei jedoch Max’ böse Augenklappe entdeckt und von dieser besessen wird. |           |                                      |                                  |                      |                                          |                        |                                        |                 |            |
| 55 | 10        | Scharfe Hobbys                       | Give Me a Break Up               | 4. Nov. 2015         | 21. Feb. 2016                            | Leonard R. Garner, Jr. | Dicky Murphy                           | 1,73 Mio.       | 307        |
| Als Link nicht von Phoebe loslässt, findet die beiden ein Hobby für ihn: Leben retten. Daraufhin erhält er ein Angebot um in Hongkong Superheld zu werden, wofür die beiden sich jedoch trennen müssen |           |                                      |                                  |                      |                                          |                        |                                        |                 |            |
| 56 | 11        | Mentoren-Murks                       | No Country for Old Mentors       | 11. Nov. 2015        | 2. Apr. 2016                             | Trevor Kirschner       | Dan Cross & David Hoge                 | 1,83 Mio.       | 312        |
| Phoebe sucht sich als Mentor ihren Vater aus, welcher ihr jedoch langweilige Trainings-Aufgaben stellt. Daraufhin sucht sie sich Tech Rider als Mentor aus, welcher sich jedoch als völlig verantwortungslos herausstellt. |           |                                      |                                  |                      |                                          |                        |                                        |                 |            |
| 57 | 12        | Flugzeuge im Bauch & Kids im All     | Date Expectations                | 18. Nov. 2015        | 4. Aug. 2016                             | Carl Lauten            | Anthony Q. Farrell & Dicky Murphy      | 1,61 Mio.       | 311        |
| Max beginnt, gefallen an Allison, einer Umweltschützerin, zu finden. Währenddessen denken Billy, Nora und Cousin Blobbin, dass sie Chloe ins All geschickt haben. |           |                                      |                                  |                      |                                          |                        |                                        |                 |            |
| 58 | 13        | Auto oder Liebe                      | He Got Game Night                | 13. Feb. 2016        | 28. Aug. 2016                            | Jonathan Judge         | Lisa Muse Bryant                       | 1,65 Mio.       | 315        |
| Es ist Familien-Spieleabend im Hause Thunderman, und als am Glücksrad gedreht wird, landet es auf „Neues Auto“. Daraufhin wird in Spielen entschieden, wer dieses bekommt. |           |                                      |                                  |                      |                                          |                        |                                        |                 |            |
| 59 | 14        | Kiss Me, Nate                        | Kiss Me Nate                     | 2. Apr. 2016         | 4. Sep. 2016                             | Leonard R. Garner, Jr. | Wesley Jermaine Johnson & Scott Taylor | 1,56 Mio.       | 316        |
| Als Max herausfindet, dass seine Freundin Allison bei einem Theaterstück mitspielt und dabei Nate küsst, wird er eifersüchtig. |           |                                      |                                  |                      |                                          |                        |                                        |                 |            |
| 60 | 15        | Ein Hundstag                         | Dog Day After-School             | 4. Juni 2016         | 11. Sep. 2016                            | Jonathan Judge         | Anthony Q. Farrell                     | 1,66 Mio.       | 318        |
| Die Thunderman-Kinder passen auf den Hund von Blobbin – Doggin – auf und verwandeln sie in einen Menschen, da Billys und Noras Schuldirektorin ein Gespräch mit Barb verlangt. Jedoch macht Doggin es den Thundermans in Menschen-Gestalt nicht leicht. |           |                                      |                                  |                      |                                          |                        |                                        |                 |            |
| 61 | 16        | Der König der Streiche               | Original Prankster               | 11. Juni 2016        | 18. Sep. 2016                            | Trevor Kirschner       | Dan Serafin                            | 1,45 Mio.       | 321        |
| Während Max für Allison versucht, mit seinen Streichen aufzuhören, versuchen die anderen Thunderman-Kinder, sich mit Mrs. Wong anzufreunden. |           |                                      |                                  |                      |                                          |                        |                                        |                 |            |
| 62 | 17        | Die wilde Simone                     | Chutes and Splatters             | 25. Juni 2016        | 25. Sep. 2016                            | Trevor Kirschner       | Lisa Muse Bryant                       | 1,59 Mio.       | 323        |
| Phoebe muss für Superpräsidentin Trittzu auf ihre Tochter Simone aufpassen, was aus dem Ruder gerät. Währenddessen versuchen Billy, Nora und Chloe, ihre Eltern davon zu überzeugen, ein Haustier zu bekommen, indem sie auf Dr. Colosso aufpassen. |           |                                      |                                  |                      |                                          |                        |                                        |                 |            |
| 63 | 18        | Die Neu-Memorisierung                | I’m Gonna Forget You, Sucka’     | 9. Juli 2016         | 2. Okt. 2016                             | Robbie Countryman      | David Hoge & Dan Cross                 | 1,41 Mio.       | 317        |
| Cherry achtet bei ihren vielen Selfies mit Phoebe kaum noch auf die Umgebung, weswegen die Thundermans beinahe enttarnt werden. Als anschließend von einer Neu-Memorisierung gesprochen wird, entstehen Missverständnisse. |           |                                      |                                  |                      |                                          |                        |                                        |                 |            |
| 64 | 19        | Meine Freundin, der Vokuhila und ich | Beat the Parents                 | 16. Juli 2016        | 9. Okt. 2016                             | Jonathan Judge         | Lisa Muse Bryant & Nora Sullivan       | 1,51 Mio.       | 326        |
| Allison will Max ihre Eltern vorstellen, welchem es jedoch schwerfällt, mit ihnen zu reden. Daraufhin wollen die Eltern, dass die beiden Schluss machen, woraufhin Max sich einen Ruck gibt. |           |                                      |                                  |                      |                                          |                        |                                        |                 |            |
| 65 | 20        | Der Spion, der sich verliebte        | Can’t Spy Me Love                | 23. Juli 2016        | 16. Okt. 2016                            | Eric Dean Seaton       | Dicky Murphy                           | 1,54 Mio.       | 322        |
| Phoebe lässt sich Zeit, um einen neuen Freund zu finden. Als sie jedoch den richtigen findet, es ihr jedoch zu spät klar wird, nutzt sie Funktionen der Liga der Helden, woraufhin die Sache aus dem Ruder gerät. |           |                                      |                                  |                      |                                          |                        |                                        |                 |            |
| 66 | 21        | Superhelden in Strumpfhosen          | Robin Hood: Prince of Pheebs     | 30. Juli 2016        | 23. Okt. 2016                            | Jonathan Judge         | Chris Atwood                           | 1,71 Mio.       | 325        |
| Phoebe erzählt Chloe eine mittelalterliche Geschichte, um sich als cooleres Geschwister-Kind darzustellen. |           |                                      |                                  |                      |                                          |                        |                                        |                 |            |
| 67 | 22        | Die McPopel-Schwestern               | Aunt Misbehavin                  | 6. Aug. 2016         | 30. Okt. 2016                            | Jonathan Judge         | Sean W. Cunningham & Marc Dworkin      | 1,44 Mio.       | 319        |
| Barb hat Geburtstag, weswegen Max und Phoebe ihre Schwester Mandy, welche sich unsichtbar machen kann, einladen. Als sie auftaucht, offenbart sich jedoch, dass Barb und Mandy kein gutes Verhältnis zueinander haben. |           |                                      |                                  |                      |                                          |                        |                                        |                 |            |
| 68 | 23        | Leeres Haus                          | Stealing Home                    | 13. Aug. 2016        | 6. Nov. 2016                             | Eric Dean Seaton       | Sean W. Cunningham & Marc Dworkin      | 1,48 Mio.       | 324        |
| Nachdem Hank und Phoebe vom Kino nach Hause kommen und ihrer Familie gesagt haben, sie würden zu Hause trainieren, stellen sie fest, dass ihr Haus leer steht. |           |                                      |                                  |                      |                                          |                        |                                        |                 |            |
| 69 | 24        | Zurück in die Fünfte                 | Back to School                   | 13. Aug. 2016        | 13. Nov. 2016                            | Robbie Countryman      | Jed Spingarn                           | 1,66 Mio.       | 320        |
| Aufgrund eines Streiches Max’ an Phoebe in der fünften Klasse, wegen dem sie beide den Superkraftbewertungstest verpasst haben, werden sie von Superpräsidentin Trittzu zurück in eben diese geschickt. Dabei stoßen sie jedoch auf einige Probleme. |           |                                      |                                  |                      |                                          |                        |                                        |                 |            |
| 70 | 25        | Geheimnis gelüftet – Teil 1          | Thundermans: Secret Revealed (1) | 10. Okt. 2016        | 20. Nov. 2016                            | Jonathan Judge         | Jed Spingarn & Dan Serafin             | 2,43 Mio.       | 313        |
| Nachdem Phoebe auf der Ball-Vorbereitung Lady Web stoppt, bekommt Max den Auftrag von Dark Mayhem, Phoebe – neuerdings Thundergirl – die Kräfte zu nehmen. Als Phoebe das herausfindet nimmt sie ihm die Kräfte, jedoch schafft er es mit Colossos Hilfe, sie wiederzubekommen und sich zu rächen. Nebenbei erfährt Dank Mrs. Wong die ganze Stadt, dass die Thundermans Superhelden sind.              |           |                                      |                                  |                      |                                          |                        |                                        |                 |            |
| 71 | 26        | Geheimnis gelüftet – Teil 2          | Thundermans: Secret Revealed (2) | 10. Okt. 2016        | 20. Nov. 2016                            | Jonathan Judge         | Jed Spingarn & Dan Serafin             | 2,43 Mio.       | 314        |
| Nachdem Direktor Bradford auf dem Ball die Thundermans auch für die Ball-Anwesenden auffliegen lässt, taucht Max auf, um Phoebe die Kräfte zu stehlen. Er entscheidet sich jedoch um, als er merkt, dass er bereits alles hat, was er will, und gibt seiner Familie die Kräfte zurück, welche jedoch vertauscht werden, was zu einem Kampf gegen Dark Mayhems Team mit vertauschten Superkräften führt. |           |                                      |                                  |                      |                                          |                        |                                        |                 |            |

## Film (2024)
| Nr. | Deutscher Titel          | Originaltitel          | Erstausstrahlung USA | Deutschsprachige Erstausstrahlung (D) | Regie            | Drehbuch     |
| --- | ------------------------ | ---------------------- | -------------------- | ------------------------------------- | ---------------- | ------------ |
| 1   | Rückkehr der Thundermans | The Thundermans Return | 7. März 2024         | 31. März 2024                         | Trevor Kirschner | Jed Spingarn |